# Sigay
Sigay ist eine Stadtgemeinde in der philippinischen Provinz Ilocos Sur. Das Gelände ist sehr bergig und schwer zu bewirtschaften. Die meisten Einwohner leben vom Reis-, Tabak- und Kaffeeanbau. Das Gebiet wird vom Quinibor River und dem Ida River durchquert.

## Bevölkerungsentwicklung
| Jahr | Einwohner |
| ---- | --------- |
| 1995 | 2663      |
| 2000 | 2375      |
| 2007 | 2453      |
| 2010 | 2419      |

## Baranggays
Sigay ist in folgende sieben Baranggays aufgeteilt:
- Abaccan
- Mabileg
- Matallucod
- Poblacion
- San Elias
- San Ramon
- Santo Rosario